# ベルナルト・ボルツァーノ

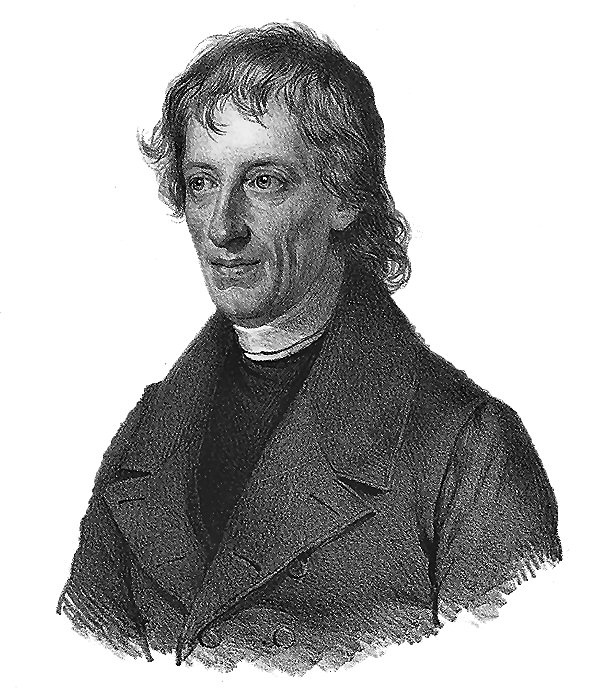
ボルツァーノ

ベルナルト・プラシドゥス・ヨハン・ネポムク・ボルツァーノ（Bernard Placidus Johann Nepomuk Bolzano, 1781年10月5日 - 1848年12月18日）は、チェコの哲学者、数学者、論理学者、宗教学者。ライプニッツの哲学に影響を受け、反カント哲学の立場から、客観主義的な論理学や哲学を打ち立てた。その成果は、フランツ・ブレンターノやエトムント・フッサールらに影響を与えた。父がイタリア人、母はドイツ語話者。ドイツ語圏ではベルンハルト・ボルツァーノとも呼ばれている。

## 生涯
チェコのプラハの生まれ。両親は商人階層で、ともに敬虔なカトリック信者。父親Bernard Pompeius Bolzanoはイタリア出身の商人で、プラハに移住し、その地の商人の娘で、ドイツ語を話すMaria Cecelia Maurerと結婚した。
プラハ大学でカトリック神学、数学、形而上学、物理学を学び、ライプニッツやクリスティアン・ヴォルフらの哲学に興味を持つ。その後、カント研究にも勤しむ。1804年に論文『初等幾何学の2、3の対象に対する考察』(Betrachtungen über einige Gegenstände der Elementargeometrie)で学位取得。この頃からカントの物自体の概念についての考察をするようになり、反カント的な立場を明確に表すようになる。
1805年からプラハ大学で宗教学の講義を担当。しかし、やがてその講義内容が当時チェコで禁じられていた啓蒙主義的な内容で宮廷から危険視されるようになった。1820年、ついに、チェコ独立運動への加担を理由に、大学から追放され、宗教に関する講演や著作の発表を禁じられた。さらに追い討ちをかけるように1821年には母が死去するなど、相次いで不幸に見舞われた。
わずかばかりの恩給で賄い、生活的にも困窮したボルツァーノは、1823年にアンナ・ホフマンというプラハの商人の夫人と出会う。この夫人との出会いは大きく、彼女が経済的にも精神的にも支援してくれ、彼は研究を継続することが許された。この支援は、夫人が死去する1842年まで続いた。大学を去ってからは、この支援を糧に、一私人として、哲学や数学の研究に専念してゆく事になる。
彼は、当時ドイツで興隆していたカント哲学やドイツ観念論に反対の立場をとっていた。さらには、国家や社会についても論じており、サン・シモン主義的な共産主義国家を構想していた。1837年、主著とされる『知識学 Wissenschaftslehre』を著し、諸学の基礎を「命題自体 Satz an sich」、「真理自体 Wahrheit an sich」、「表象自体 Vorstellung an sich」と三つの概念をもとに、客観主義的な論理学的な立場から打ちたてようと試みる。さらに大学で宗教学を講じていた頃の義録『宗教学教科書』も編纂するが、大学から追放された事も響いて政府から一時発禁の処分もあり、いずれの出版も思うようにいかなかった。
最晩年の1848年の暮れにはそれまで哲学的な概念で捉えられていた無限の概念を数学にも取り入れた『無限の逆説 Pradoxien des Unendlichen』を著した。これも、重要な著作である。『無限の逆説』を執筆し終えた数日後、風邪をこじらせ体調が急速に悪化し、そのまま死去。67歳だった。

## 後世への影響
生前はその業績はほとんど評価されなかった。数学の分野では、遺著『無限の逆説』は、その後、実無限概念の発展に寄与した。解析学の分野では「ボルツァーノ＝ワイエルシュトラスの定理」など、彼の名が冠される定理をいくつか残している。哲学分野では反カント主義的方法論が災いして同時代の人物からはほとんど注目されなかったが、20世紀初頭のブレンターノやフッサールによってその成果は大いに評価された。現在では近代期における重要な論理学者・数学者として認識されている。
また、小惑星(2622) Bolzanoはボルツァーノの名前にちなんで命名された。

## 著作
- 藤田伊吉 訳『無限の逆説』みすず書房、1978年。NDLJP:12290049。

## 文献　脚注
1. ↑  著作に、母語のドイツ語を用いていた。
2. ↑  同名の著作をほぼ同時期のドイツの哲学者フィヒテも出しているが、両者に特に繋がりがあるというわけではない。またボルツァーノの方は「学問論」という訳語でも知られる。
3. ↑  カントル（集合論の創始者）は、ボルツァーノを実無限概念の「決定的な擁護者」と呼び、高く評価している。
4. ↑  フッサールは著書『論理学研究』において、ボルツァーノを「古今最大級の論理学者」と評している
5. ↑  “(2622) Bolzano = 1934 CH1 = 1972 JJ1 = 1972 KB = 1978 NR2 = 1978 OD = 1979 WN = 1981 CM = 2019 GO23”.   MPC. 2021年9月29日閲覧。